# Andreya Triana
Andreya Triana (Londra, 21 ottobre 1986) è una cantautrice britannica.

## Biografia
Cresciuta a Londra, Andreya Triana si è trasferita a Worcester nel 2003. Il suo album di debutto, Lost Where I Belong, è stato pubblicato nel 2010 ed è entrato nella classifica francese. È stato seguito da Giants nel 2015 e da Life in Colour nel 2019, il primo dei quali ha raggiunto la 59ª posizione della Official Albums Chart. Nel 2013 ha collaborato con Breech al singolo Everything You Never Had (We Had It All), arrivato alla numero 9 nel Regno Unito, dove è stato certificato disco d'argento.

## Discografia

### Album in studio
- 2010 – Lost Where I Belong
- 2015 – Giants
- 2019 – Life in Colour

### EP
- 2010 – Lost Where I Belong
- 2010 – A Town Called Obsolete
- 2011 – Far Closer
- 2014 – Everything You Never Had, Pt. II
- 2019 – Covers

### Singoli
- 2010 – Lost Where I Belong
- 2010 – A Town Called Obsolete
- 2010 – Far Closer
- 2013 – Song for a Friend
- 2014 – Everything You Never Had, Pt. II

#### Come artista ospite
- 2009 – Everything You Never Had, Pt. II (Bonobo feat. Andreya Triana)
- 2010 – Eyesdown (Bonobo feat. Andreya Triana)
- 2010 – Stay the Same (Bonobo feat. Andreya Triana)
- 2013 – Everything You Never Had (We Had It All) (Ben Westbeech feat. Andreya Triana)
- 2015 – U Never Know (Lapalux feat. Andreya Triana)
- 2015 – Puzzle (Lapalux feat. Andreya Triana)